# Colletotrichum incarnatum
Colletotrichum incarnatum är en svampart som beskrevs av Zimm. 1901. Colletotrichum incarnatum ingår i släktet Colletotrichum och familjen Glomerellaceae.   Inga underarter finns listade i Catalogue of Life.